# Michael Booth
Pour les articles homonymes, voir Booth.
Michael Booth, né le 16 août 1976 à Lancaster, est un réalisateur, monteur, scénariste, producteur, directeur de la photographie et acteur britannique.

## Filmographie

### Comme réalisateur
- 1995 : Come with Me
- 2000 : Drop Outs
- 2007 : Diary of a Bad Lad

### Comme monteur
- 1995 : Come with Me
- 2000 : Drop Outs
- 2007 : Diary of a Bad Lad

### Comme scénariste
- 1995 : Come with Me
- 2000 : Drop Outs

### Comme producteur
- 2000 : Drop Outs

### Comme acteur
- 2007 : Diary of a Bad Lad : Michael

### Comme directeur de la photographie
- 1995 : Come with Me